# Naarda plenirena
Naarda plenirena là một loài bướm đêm trong họ Noctuidae.